# Petit-Verly
Petit-Verly är en kommun i departementet Aisne i regionen Hauts-de-France i norra Frankrike. Kommunen ligger  i kantonen Wassigny som ligger i arrondissementet Vervins. År 2022 hade Petit-Verly 156 invånare.

## Befolkningsutveckling
Antalet invånare i kommunen Petit-Verly
Referens: INSEE